# The Last Curtain
The Last Curtain é um filme policial produzido no Reino Unido e lançado em 1937.